# Rekorde im Bahnradsport der DDR
Rekorde im Bahnradsport der DDR wurden seit Gründung des Deutschen Radsport-Verbandes der DDR (DRSV) 1958 geführt. Die Rekorde sind nach den Standards der Union Cycliste International (UCI) gemessene Bestzeiten von DDR-Sportlern über verschiedene Distanzen bei Bahnrennen. Neben den verschiedenen Disziplinen wurden die Rekorde für unterschiedliche Radrennbahnen (bzw. deren Belag) geführt. Mit dem Ende der DDR haben die aufgeführten Rekorde abschließenden Charakter.

## Kurzstrecken
| Nr. | Disziplin                   | Bahn       | Zeit          | Name           | Verein             | Ort                        | Datum              | Bemerkung |
| --- | --------------------------- | ---------- | ------------- | -------------- | ------------------ | -------------------------- | ------------------ | --------- |
| 1   | 200 Meter fliegender Start  | Zementbahn | 10,118 Sek.   | Michael Hübner | SC Karl-Marx-Stadt | Colorado (USA)             | 29. August 1986    |           |
| 2   | 200 Meter fliegender Start  | Holzbahn   | 10,119 Sek.   | Lutz Heßlich   | SC Cottbus         | Cottbus                    | 6. Mai 1987        |           |
| 3   | 200 Meter fliegender Start  | Hallenbahn | 10,153 Sek.   | Bill Huck      | SC Dynamo Berlin   | Maebashi (Japan)           | 20. August 1990    |           |
| 4   | 500 Meter fliegender Start  | Zementbahn | 27,970 Sek.   | Knut Schmidt   | SC Karl-Marx-Stadt | Pereira (Kolumbien)        | 17. September 1986 |           |
| 5   | 500 Meter fliegender Start  | Holzbahn   | 31,400 Sek.   | Klaus Grünke   | TSC Berlin         | Mailand (Italien)          | 5. Juli 1975       |           |
| 6   | 500 Meter fliegender Start  | Hallenbahn | 26,479 Sek.   | Michael Hübner | SC Karl-Marx-Stadt | Moskau Krylatskoje (UdSSR) | 19. August 1984    |           |
| 7   | 500 Meter stehender Start   | Zementbahn | 32,510 Sek.   | Lutz Heßlich   | SC Cottbus         | Berlin                     | 26. Juli 1986      |           |
| 8   | 500 Meter stehender Start   | Holzbahn   | 34,100 Sek.   | Klaus Grünke   | TSC Berlin         | Mailand (Italien)          | 5. Juli 1975       |           |
| 9   | 500 Meter stehender Start   | Hallenbahn | 31,623 Sek.   | Lutz Heßlich   | SC Cottbus         | Frankfurt (Oder)           | 9. September 1988  |           |
| 10  | 1000 Meter fliegender Start | Zementbahn | 1:05,080 Min. | Jürgen Feix    | SC Cottbus         | Berlin                     | 23. Juli 1982      |           |
| 11  | 1000 Meter fliegender Start | Holzbahn   | 1:04,190 Min. | Klaus Grünke   | TSC Berlin         | Mailand (Italien)          | 4. Juli 1975       |           |
| 12  | 1000 Meter fliegender Start | Hallenbahn | 1:01,740 Min. | Andreas Ganske | TSC Berlin         | Moskau Krylatskoje (UdSSR) | 5. Februar 1987    |           |
| 13  | 1000 Meter stehender Start  | Zementbahn | 1:02,091 Min. | Maic Malchow   | SC DHfK Leipzig    | Colorado (USA)             | 28. August 1986    |           |
| 14  | 1000 Meter stehender Start  | Holzbahn   | 1:04,634 Min. | Jens Glücklich | SC Cottbus         | Tbilissi (UdSSR)           | 6. Mai 1987        |           |
| 15  | 1000 Meter stehender Start  | Hallenbahn | 1:02,955 Min. | Lothar Thoms   | SC Cottbus         | Moskau Krylatskoje (UdSSR) | 22. Juli 1980      |           |

## Ausdauerdisziplinen
| Nr. | Disziplin             | Bahn       | Zeit          | Name            | Verein           | Ort              | Datum              | Bemerkung                                                |
| --- | --------------------- | ---------- | ------------- | --------------- | ---------------- | ---------------- | ------------------ | -------------------------------------------------------- |
| 1   | 4000 Meter Einzel     | Zementbahn | 4:31,840 Min. | Bernd Dittert   | SC Dynamo Berlin | Colorado (USA)   | 29. August 1986    |                                                          |
| 2   | 4000 Meter Einzel     | Holzbahn   | 4:34,660 Min. | Uwe Unterwalder | TSC Berlin       | München          | 16. August 1978    |                                                          |
| 3   | 4000 Meter Einzel     | Hallenbahn | 4:28, 756     | Jens Lehmann    | SC DHfK Leipzig  | Frankfurt (Oder) | 3. August 1990     |                                                          |
| 4   | 4000 Meter Mannschaft | Zementbahn | 4:15,550 Min. | DDR-Auswahl     |                  | Colorado (USA)   | 30. August 1986    | Steffen Blochwitz/Bernd Dittert/Roland Hennig/Dirk Meier |
| 5   | 4000 Meter Mannschaft | Holzbahn   | 4:14,090 Min. | DDR-Auswahl     |                  | Seoul (Südkorea) | 24. September 1988 | Steffen Blochwitz/Roland Hennig/Dirk Meier/Carsten Wolf  |
| 6   | 4000 Meter Mannschaft | Hallenbahn | 4:10,361 Min. | DDR-Auswahl     |                  | Frankfurt (Oder) | 1. September 1988  |                                                          |